# Ogni maledetto lunedì su due
Ogni maledetto lunedì su due è il terzo libro a fumetti di Zerocalcare, pubblicato da BAO Publishing nel 2013.
Il volume raccoglie le storie apparse nel corso di un anno e mezzo sul suo blog, aggiungendovi una storia inedita di cinquanta pagine.